# Mabel Saeluzika
Mabel Saeluzika (ur. 1 maja 1956) – malawijska sprinterka.
Brała udział w biegu na 200 metrów na Letnich Igrzyskach Olimpijskich 1972, odpadając w eliminacjach.